# 山本隆之 (漫画家)
山本 隆之（やまもと たかゆき）は、日本の漫画家。大阪総合デザイン専門学校漫画学科卒業。

## 来歴
- 2002年21歳の時にヤングジャンプ月例第18回MANGAグランプリにて「キラキラ」が月間ベスト賞と奨励賞を受賞。
- 2003年、第22回MANGAグランプリにて「つばさ」が奨励賞を受賞。
- 2004年、『ヤングジャンプ増刊 漫革』vol.38に「キラキラ」が掲載される。
- 2009年『月刊ヤングジャンプ』にて「ひゃくはち」を連載開始。
- 以後、漫画家として活動。現在に至る。

## 作品

### 連載
- ひゃくはち（『月刊ヤングジャンプ』2009年4月号 - 2010年10号、全3巻）※原作:早見和真

### 読切
- キラキラ（『ヤングジャンプ増刊 漫革』2004年Vol.38）※デビュー作
- 太陽先生（『ヤングジャンプ増刊 漫太郎』、2006年）
- 太陽先生（『週刊ヤングジャンプ』2006年39号）
- バッド ティーチング!!（『週刊ヤングジャンプ』2007年19号）